# Zsuzsanna Nagy

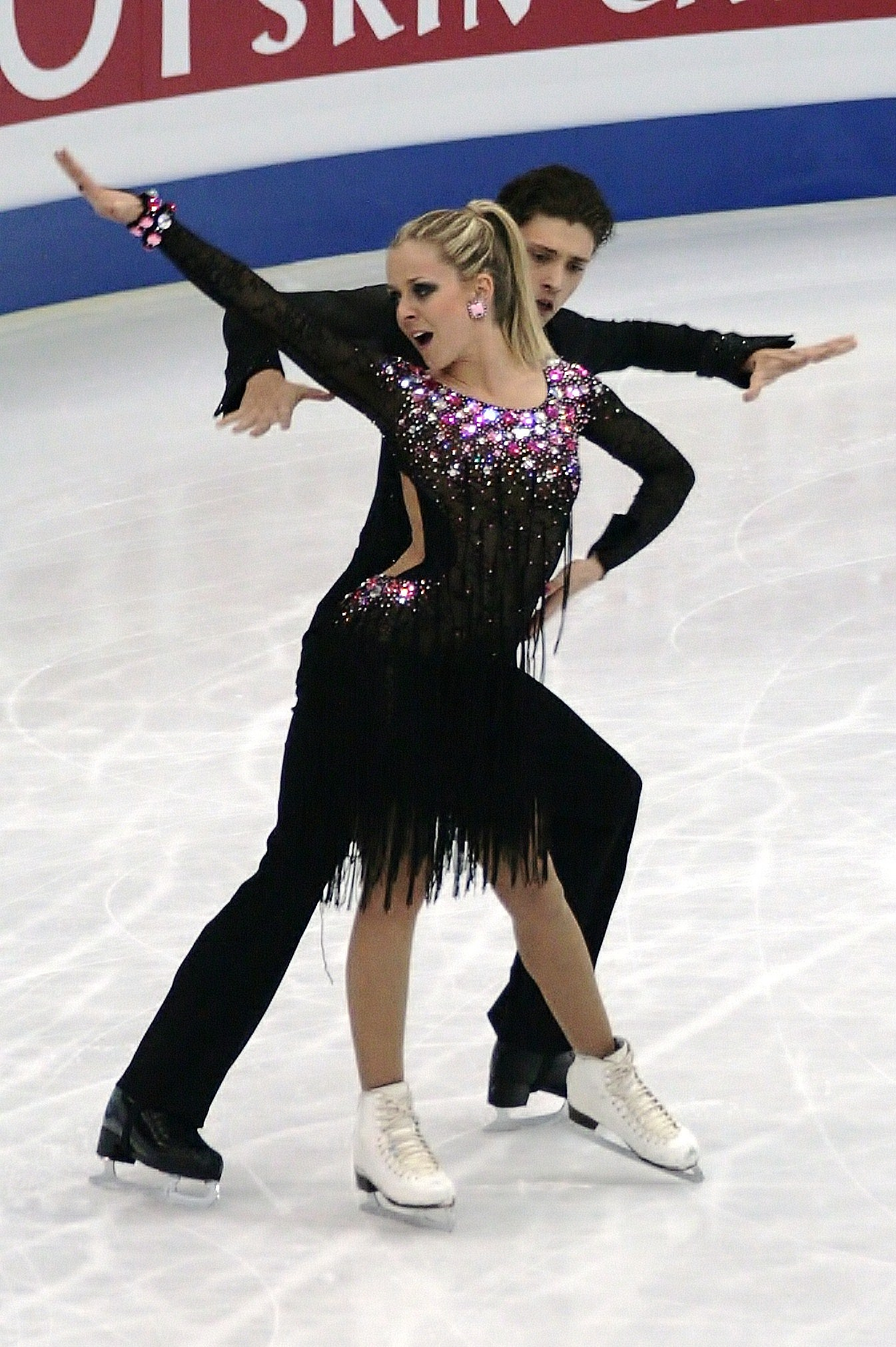
Zsuzsanna Nagy (2012)

Zsuzsanna Nagy (Boedapest, 10 juni 1986) is een Hongaarse kunstschaatsster.
Nagy is actief in het ijsdansen en haar vaste sportpartner is sinds 2009 Máté Fejes. Zij worden gecoacht door haar vader Sandor Nagy. Voorheen reed ze onder andere met David Kriska en György Elek (2002-2007).

## Persoonlijke records
| records                | punten | datum      | toernooi             |
| ---------------------- | ------ | ---------- | -------------------- |
| Hoogste totaalscore    | 136.87 | 05-09-2004 | Junior GP, Boedapest |
| Hoogste verplichte kür | 031.26 | 02-09-2004 | Junior GP, Boedapest |
| Hoogste originele kür  | 043.79 | 04-09-2004 | Junior GP, Boedapest |
| Hoogste vrije kür      | 064.58 | 20-01-2006 | EK                   |

| records             | punten | datum      | toernooi |
| ------------------- | ------ | ---------- | -------- |
| Hoogste totaalscore | 117.60 | 25-01-2013 | EK       |
| Hoogste korte kür   | 048.48 | 23-01-2013 | EK       |
| Hoogste vrije kür   | 070.84 | 26-03-2012 | WK       |

## Belangrijke resultaten
2002-2007 met György Elek
2009-2013 met Máté Fejes
| resultaten              | 02/03 | 03/04 | 04/05 | 05/06  | 06/07  |        | 09/10    | 10/11 | 11/12 | 12/13 |
| ----------------------- | ----- | ----- | ----- | ------ | ------ | ------ | -------- | ----- | ----- | ----- |
| Wereldkampioenschap     |       |       |       |        | 26e    |        | kw. (13) | 23e   | 24e   |       |
| Europees kampioenschap  |       |       |       | 21e    | 20e    |        | kw. (11) | 17e   | 16e   |       |
| Nationaal Kampioenschap |       |       |       | Zilver | Zilver | Zilver | Zilver   | Goud  | Goud  |       |
| WK junioren             | 23e   | 16e   |       |        |        |        |          |       |       |       |
| NK junioren             | Goud  |       |       |        |        |        |          |       |       |       |

kw. = alleen kwalificatie, maakt geen onderdeel uit van de officiële wedstrijd
- Virtual International Authority File: 169513085
- WorldCat: E39PBJtxf7C4PHX8QVp3bqGmBP